# شون كيسي (مخرج)
شون كيسي (بالإنجليزية: Sean Casey)‏ هو منتج أفلام ومخرج أمريكي، ولد في 28 ديسمبر 1967 في كاليفورنيا في الولايات المتحدة.

## وصلات خارجية
- الموقع الرسمي
- شون كيسي على موقع IMDb (الإنجليزية)
- شون كيسي على موقع ألو سيني (الفرنسية)
- شون كيسي على موقع أول موفي (الإنجليزية)
- شون كيسي على موقع قاعدة بيانات الفيلم (الإنجليزية)
- شون كيسي على موقع كينوبويسك (الروسية)